# アダム・ザーン
アダム・ザーン（Adam Zahn、1984年7月12日 - ）は、 アメリカ合衆国カリフォルニア州レドンドビーチ出身のプロバスケットボール選手である。ポジションはフォワードセンター。

## 来歴
オレゴン大学からIBLのユージン・チャージャーズ、ノルウェーリーグのウールケン・イーグルス、WCPBLのサンタバーバラ・ブレイカーズを経て、2008年オフ、浜松・東三河フェニックスへ入団した。2009年1月25日に行われるBjリーグオールスターゲームではダンクコンテストに選ばれたが、同月選手契約解除。